# Chydorus bicollaris
Chydorus bicollaris är en kräftdjursart som beskrevs av Frey 1982. Chydorus bicollaris ingår i släktet Chydorus och familjen Chydoridae. Inga underarter finns listade i Catalogue of Life.